# المدرسة الروحانية الفرنسية

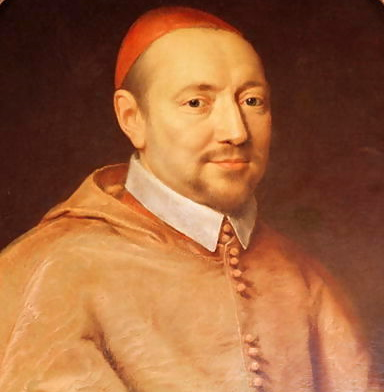
الكاردينال بيير دي بيروللي مؤسس المدرسة الفرنسية للروحانية.

المدرسة الفرنسيّة الروحانيّة (بالفرنسيّة: École française de spiritualité) هي تيار تصوفي ذات تأثير عبادي روحاني رئيسي داخل الكنيسة الكاثوليكية من منتصف القرن السابع عشر حتى منتصف القرن العشرين ليس فقط في فرنسا بل في جميع أنحاء الكنيسة الكاثوليكية في معظم أنحاء العالم. 
تطورت ثمار هذه المدرسة نتيجة الإصلاح الكاثوليكية مثل التصوف الإسباني واليسوعيون، وتركز مدرسة الروحانية الفرنسية على الحياة التعبدية وعلى تجربة شخصية مع يسوع والسعي من أجل القداسة الشخصية. وكان لهذه الحركة في الروحانية الكاثوليكية العديد من الشخصيات الهامة على مر القرون، أبرزهم مؤسسها، الكاردينال بيير دي بيروللي (1575-1629).